# Rough Riding Romance
Rough Riding Romance is een Amerikaanse western uit 1919. De werktitel voor deze film was The Romance of Cow Hollow. Er is enkel een fragment van de stomme film bewaard gebleven: dit ligt opgeslagen in het Library of Congress in Washington.

## Verhaal
Als er olie op zijn kleine ranch wordt ontdekt, is Phineas Dobbs (Tom Mix) ineens schatrijk. Terwijl hij de bewoners van Cow Hollow laat meegenieten van zijn fortuin, stopt er een trein in het stadje. Een prinses uit de Balkan (Juanita Hansen) blijkt aan boord te zitten en zij wordt gevolgd door twee louche figuren. Dobbs zorgt dat hij met haar meereist naar San Francisco. Daar ontmoet hij zijn vriend Curley (Pat Chrisman) en zijn paard Tony. Ze ontrafelen de snode plannen (de vrouw blijkt te zijn uitgehuwelijkt aan een man die haar troon wil delen) en Dobbs redt de prinses. Samen bevrijden ze haar vader, de koning (Spottiswoode Aitken). Na zijn heldhaftige optreden keert Dobbs alleen terug naar Cow Hollow, maar niet voor lang: de prinses volgt hem en geeft haar recht op de troon op.

## Rolverdeling

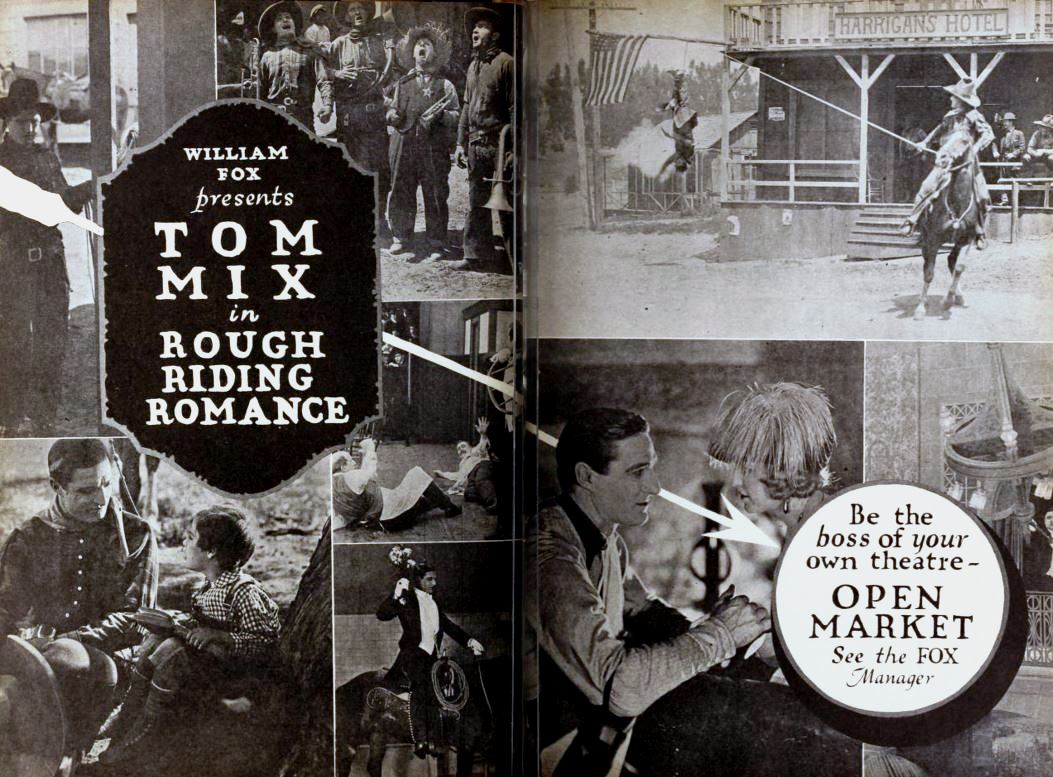
Advertentie voor de film

| Acteur              | Personage                 |
| ------------------- | ------------------------- |
| Tom Mix             | Phineas Dobbs             |
| Juanita Hansen      | De prinses                |
| Pat Chrisman        | Curley                    |
| Spottiswoode Aitken | De koning                 |
| Jack Nelson         | Pietro, de spion          |
| Sid Jordan          | Pat Leary                 |
| Frankie Lee         | (onvermeld in aftiteling) |
| Tony het paard      | Tony                      |